# Corjova (rejon Dubosary)
Corjova – miejscowość i gmina w Mołdawii, w rejonie Dubosary. Przedmiot sporu terytorialnego między władzami w Kiszyniowie a władzami nieuznawanego międzynarodowo Naddniestrza. 

## Położenie
Miejscowość położona jest na lewym brzegu Dniestru i oddalona jest o 53 km na północny wschód od Kiszyniowa i o 3 km od Dubosar, jednak od miasta tego dzieli je nieuznawana granica Mołdawii i Naddniestrza.

## Historia
Wieś wzmiankowana jest po raz pierwszy w r. 1792.
W okresie radzieckim na terenie wsi znajdowała się część kołchozu im. Kirowa, którego dyrekcja miała siedzibę w nieodległych Starych Dubosarach. W 1949 r. spis powszechny wykazał, iż wieś miała 1648 mieszkańców.
Miejscowość należy do grupy wsi, które po wojnie o Naddniestrze, chociaż znajdują się na lewym brzegu Dniestru, uznają jurysdykcję władz w Kiszyniowie i są przez nie realnie kontrolowane, gdyż w toku konfliktu ich mieszkańcy opowiedzieli się po stronie mołdawskiej. Władze samozwańczego państwa naddniestrzańskiego uważają mimo to Corjovą za część swojego terytorium i twierdzą, że mołdawska administracja została we wsi ustanowiona wbrew postanowieniom kończącego wojnę zawieszenia broni i wbrew woli mieszkańców. Według władz naddniestrzańskich Corjova (Korżewo) jest jedną z dzielnic Dubosar, co ma uzasadniać decyzja Rady Najwyższej Mołdawskiej SRR z 1951 r., podporządkowująca wieś radzie miejskiej Dubosar. W czerwcu 2007 r. w miejscowości nie zdołano przeprowadzić mołdawskich wyborów samorządowych, gdyż przed lokalem wyborczym doszło do bijatyki z udziałem 130 mołdawskich policjantów i naddniestrzańskich milicjantów. Obie strony zarzucały sobie nawzajem prowokowanie napięć granicznych. Sytuacja powtórzyła się w 2011 r., Naddniestrze wezwało wówczas rząd w Kiszyniowie, by lokal wyborczy otworzyć w sąsiedniej wsi Cocieri, także położonej na lewym brzegu Dniestru i uznającej mołdawską jurysdykcję Również w 2011 r. władze mołdawskie zarzucały Naddniestrzu prowokowanie w Corjovej napięć i incydentów. Podczas jednego z nich naddniestrzańska milicja zatrzymała wiejskiego radnego Corjovej Iurie Cotofana oraz stojącego na czele miejscowego samorządu Valeriu Mitula.

## Demografia i infrastruktura
Według danych spisu ludności z 2004 r. w Corjovej żyło 2055 osób, z czego zdecydowana większość (84,28%) deklarowała narodowość mołdawską. 8,27% wskazało pochodzenie rosyjskie, 6,91% – ukraińskie, natomiast pojedyncze osoby, poniżej 1% narodowość gagauzką, polską, żydowską lub inną.
W Corjovej działa szkoła ośmioletnia, wiejski klub i park, biblioteka, urząd pocztowy.

## Urodzeni w Corjovej
- Afanasie Chiriac – deputowany do Rady Kraju[2]
- Ion Creangă – nauczyciel, deputowany do Rady Kraju[2]
- Timofei Moșneaga – lekarz, minister zdrowia Mołdawii w latach 1994–1997[8]
- Vladimir Voronin (Władimir Woronin) – polityk Komunistycznej Partii Mołdawii, następnie Partii Komunistów Republiki Mołdawii, prezydent Mołdawii w latach 2001–2009[9]